# ウッラサヤー・セパーバン
ウッラサヤー・セパーバン （タイ語: อุรัสยา เสปอร์บันด์、1993年3月18日）は、タイ俳優・ファッションモデル。愛称は ヤヤ（タイ語: ญาญ่า)。セパーバンはモデルとして芸能界でのキャリアを開始し、2008年にテレビ番組『Peun See Long Hon』でデビュー。その後も多数の作品でキャリアを重ね、次第に賞レースにもその名が挙げられるようになった。代表作は『デオンチャイ・アッカニー』（2010年)、『タワン・デアド』(2011年)、『ゲームライゲームラッ』(2011年)、『クルン チヴィット』（2017年)、『クリンカサロン』（2019年)、『バッドロメオ』（2022年) と 『マイ・シェリー・アモール』（2024年)
2018年にはコメディ映画『ブラザー・オブ・ザ・イヤー』に出演し、評論家たちから高く評価され、興行的にも大きな成功を収めた。同作でスパンナホン賞の主演女優賞を受賞。この年には『ナーキー』にも出演しており、ナデート・クギミヤ、ナタポーン・テーミーラク やプープームポン. パーヌと共演した、2018年のタイ映画興行収入でも1位を記録した。

## 生い立ち
セパーバン、 1993年3月18日にタイのパッタヤーで生まれた。セパーバンの父親であるシグルドはノルウェー人、株式ブローカーであり、母親のウライはもともとタイの主婦であり、カトリアと呼ばれる姉妹がいる。 リージェントのインターナショナルスクールパタヤに通い、2009年にバンコクパタナスクールに転校し、2015年にチュラーロンコーン大学、言語と文化研究の学士号を取得した。